# Liste der 999 Frauen des Heritage Floor/Hildegard von Bingen
Diese Liste beschreibt das Gedeck für Hildegard von Bingen auf dem Tisch der Kunstinstallation The Dinner Party von Judy Chicago. Sie ist Teil der Liste der 999 Frauen des Heritage Floor, die den jeweiligen Gedecken auf dem Tisch zugeordnet sind. Die Namen der 999 Frauen befinden sich auf den Kacheln des Heritage Floor, der unterhalb des Tisches angeordnet, zur Kunstinstallation gehört.

## Beschreibung
Die Installation besteht aus einem dreiseitigen Tisch, an dem jeweils 13 historische oder mythologische Persönlichkeiten, somit insgesamt 39 Personen, von der Urgeschichte bis zur Frauenrechtsbewegung Platz finden. Diesen Personen wurde am Tisch jeweils ein Gedeck bestehend aus einem individuell gestalteten Tischläufer, einem individuell gestalteten Teller sowie einem Kelch, Messer, Gabel, Löffel und einer Serviette zugeordnet. Die erste Seite des Tisches widmet sich der Urgeschichte bis zur Römischen Kaiserzeit, die zweite der Christianisierung bis zur Reformation und die dritte von der Amerikanischen Revolution bis zur Frauenbewegung. Jedem Gedeck auf dem Tisch sind weitere Persönlichkeiten zugeordnet, die auf den Fliesen des Heritage Floor, der den Raum unter dem Tisch und die Mitte des Raumes zwischen den Seite des Tisches einnimmt, einen Eintrag erhalten haben. Diese Liste erfasst die Persönlichkeiten, die dem Gedeck von Hildegard von Bingen zugeordnet sind. Ihr Platz befindet sich an der zweiten Tischseite.

### Hinweise
Zusätzlich zu den Namen wie sie in der deutschen Transkription oder im wissenschaftlichen Sprachgebrauch benutzt werden, wird in der Liste die Schreibweise aufgeführt, die von Judy Chicago auf den Kacheln gewählt wurde.
Die Angaben zu den Frauen, die noch keinen Artikel in der deutschsprachigen Wikipedia haben, sind durch die unter Bemerkungen angeführten Einzelnachweise referenziert. Sollten einzelne Angaben in der Tabelle nicht über die Hauptartikel referenziert sein, so sind an der entsprechenden Stelle zusätzliche Einzelnachweise angegeben. Bei Abweichungen zwischen belegten Angaben in Wikipedia-Artikeln und den Beschreibungen des Kunstwerks auf der Seite des Brooklyn Museums wird darauf zusätzlich unter Bemerkungen hingewiesen.

### Gedeck für Hildegard von Bingen

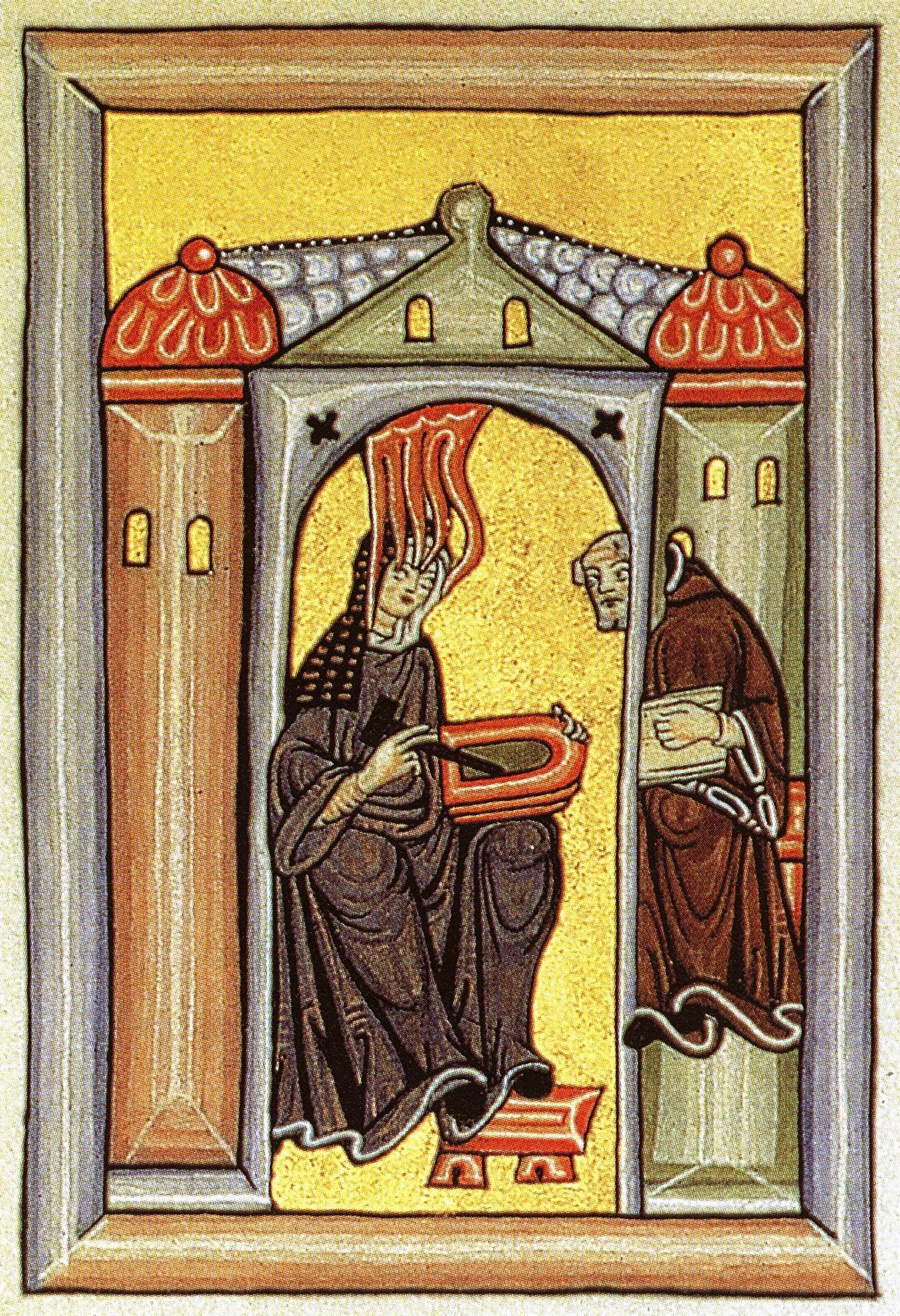
Hildegard von Bingen empfängt eine göttliche Inspiration und gibt sie an ihren Schreiber weiter.

Hildegard von Bingen wurde 1098 geboren. Sie war Benediktinerin, Äbtissin, Dichterin, Komponistin und eine bedeutende Universalgelehrte. Sie gilt als erste Vertreterin der deutschen Mystik des Mittelalters und ihre Werke befassen sich unter anderem mit Religion, Medizin, Musik, Ethik und Kosmologie. Hildegard von Bingen stand in regem Briefwechsel mit vielen Persönlichkeiten ihrer Zeit und war eine angesehene Beraterin. Ihr umfangreicher Briefwechsel ist bis heute erhalten, in ihm finden sich auch Ermahnungen gegenüber hochgestellten Persönlichkeiten sowie Berichte über ihre Tätigkeit in der Seelsorge und ihre öffentliche Predigertätigkeit. Sie gilt in der römisch-katholischen Kirche als Heilige und seit dem 7. Oktober, nach dem Papst Benedikt XVI. sie erhoben hat, als Kirchenlehrerin. Auch in der anglikanischen, der alt-katholischen und der evangelischen Kirche wird sie mit Gedenktagen geehrt. Sie starb am 17. September 1179 im Kloster Rupertsberg bei Bingen am Rhein, ihre Reliquien befinden sich in der Pfarrkirche von Eibingen.
Das Gedeck für Hildegard von Bingen auf dem Tisch der Dinner Party basiert auf der Struktur einer gotischen Kathedrale. Die Schmetterlingsform, die ihren Teller ziert, ist wie ein Buntglasfenster einer Kathedrale gemalt. Die Malerei wandelt sich je nach Blickwinkel auf den Teller und die schillernden Farbtöne spielen mit Licht und Schatten. Der Tischläufer greift die gotischen Elemente auf, beherrschende Struktur auf dem Läufer sind gotische Bögen, die als Stütze für jede Kathedrale dienten. Der Teller ist im Zentrum eines Bogens platziert und wirkt so wie ein Rosettenfenster einer Kathedrale. Die Bögen sind in der Technik des Opus Anglicanum bestickt, ein figürlicher, englisch beeinflusster Stickstil, welcher auch an kirchlichen Gewändern verwendet wurde und aufgrund der Feinheit des Stiches und der beigefügten Goldfäden eine kostspielige Stickerei war. Durch ihren Kontakt mit Bischöfen und Königen kam Hildegard in Berührung mit dieser Form der Stickerei, die sich auf deren Gewändern findet. Im Fundament der Bögen auf dem Tischläufer sind rechts und links neben ihrem Namen zwei weitere Buntglasfenster eingestickt. Aufgenommen wird das Thema auch im Initial-Buchstaben „H“ auf der Vorderseite des Läufers. Auch er wird durch Strukturen geschmückt, die an Buntglasfenster erinnern. Die Rückseite wird durch eine Vision Hildegards geschmückt. Chicago griff hierfür Hildegardis Vision vom Weltall auf. Es ist im Zentrum tiefblau mit eingestreuten Sternen und Gesichtern, die dem Universum Leben einhauchen. Außerhalb befindet sich ein Ring aus abstrahierten Flammen in Burgund und Dunkelorange. Der äußerste Teil ist erhabene Goldstickerei, die in der Technik des Opus Anglicanum ausgeführt wurde.
| Name                     | Schreibweise auf der Kachel | Geburtsdatum   | kulturräumliche Zuordnung                          | Bemerkungen | Bild |
| ------------------------ | --------------------------- | -------------- | -------------------------------------------------- | --- | ---- |
| Agnès d’Harcourt         | Agnes D’Harcourt            | 13. Jh.        | Königreich Frankreich                              | Äbtissin der Abtei Longchamp, Biographin von Isabelle von Frankreich. |      |
| Agnes von Böhmen         | Agnes                       | 1211           | Böhmen, Prag                                       | Klostergründerin und böhmische Prinzessin. Sie wird in der römisch-katholischen Kirche als Heilige verehrt. Von 1235 bis 1237 war sie Äbtissin des Agnesklosters in der Prager Altstadt. |      |
| Alpais                   | Alpis de Cudot              | 1155 oder 1157 | Heiliges Römisches Reich, Burgund                  | Nach ihrer Heilung von der Lepra lebte sie als Eremitin und Inklusin. |      |
| Anna von Böhmen          | Anna                        | etwa 1201      | Herzogtum Schlesien                                | Von 1241 bis zur Volljährigkeit ihres ältesten Sohnes Boleslaw II. übernahm Anna von Böhmen die Regentschaft über das Herzogtum Schlesien. Sie gründete das Kloster Grüssau. |      |
| Berenguela von Kastilien | Berengaria                  | 1180           | Königreich Kastilien                               | Königin von Kastilien, Königin von León, Schirmherrin religiöser Institutionen, verantwortlich für die Wiedervereinigung von Kastilien und León unter der Autorität ihres Sohnes. Sie unterstützte seine Bemühungen in der Reconquista. |      |
| Birgitta von Schweden    | Birgitta                    | 1303           | Schweden                                           | Ehefrau des Edlen Ulf Gudmarsson, Hofmeisterin am Hofe von Magnus Eriksson, Erzieherin seiner Frau Blanca von Namur, Mystikerin und Gründerin des Erlöserordens, in der römisch-katholischen Kirche als Heilige verehrt. |      |
| Douceline von Digne      | Douceline                   | um 1214        | Französisches Königreich, Vizegrafschaft Marseille | Christliche Mystikerin, die als Heilige verehrt wird. Gründerin einer Beginengemeinschaft. |      |
| Elisabeth von Schönau    | Elizabeth of Schonau        | 1129           | Kloster Schönau                                    | Benediktinerin. Sie wird als Heilige verehrt. |      |
| Elisabeth von Thüringen  | Elizabeth                   | 1207           | Thüringen                                          | Heilige der katholischen Kirche. Als Sinnbild tätiger Nächstenliebe wird die Heilige auch im Protestantismus verehrt. |      |
| Finola O’Donnell         | Finola O'Donnel             | 15. Jh.        | Irland                                             | Eine irische Adlige aus dem 15. Jahrhundert, Mitbegründerin des Franziskanerklosters in Donegal. |      |
| Gertrud von Hackeborn    | Gertrude of Hackeborn       | 1232           | Lutherstadt Eisleben                               | Zisterzienserin und von 1251 bis zu ihrem Tod Äbtissin des Klosters Helfta. |      |
| Gertrud von Helfta       | Gertrude the Great          | 1256           | Lutherstadt Eisleben                               | Zisterzienserin und Mystikerin im Kloster Helfta bei Eisleben. |      |
| Hedwig von Andechs       | Hedwig                      | 1174           | Herzogtum Schlesien                                | Herzogin von Schlesien. Sie wird in der römisch-katholischen Kirche als Heilige verehrt. |      |
| Heloisa                  | Heloise                     | um 1095        | Grafschaft Champagne                               | Ehefrau des Philosophen und Theologen Peter Abaelard und Äbtissin des nach zisterziensischen und fontevrauldensischen Vorbildern gegründeten Frauenkonvents Le Paraclet. |      |
| Herrad von Landsberg     | Herrad of Landsberg         | 1125           | Elsass                                             | Äbtissin und Schriftstellerin des Hochmittelalters. |      |
| Isabelle de France       | Isabel of France            | 1224           | Königreich Frankreich                              | Sie stiftete im Jahr 1255 die Klarissenabtei Longchamp Humilité-Notre-Dame in dem westlich von Paris gelegenen Wald von Rouvray (heute: Bois de Boulogne) und gehört gemeinsam mit Klara von Assisi zu den ersten Verfasserinnen einer Ordensregel. |      |
| Juliana von Norwich      | Juliana of Norwich          | um 1342        | England                                            | Mystikerin, wahrscheinlich eine Reklusin bei der Kirche St. Julian in Norwich. Sie erlebte 1373 während einer schweren Erkrankung 16 mystische Eröffnungen über das Leben Jesu Christi und die Heilige Dreifaltigkeit. |      |
| Jutta von Huy            | Yvette                      | 1158           | Provinz Lüttich                                    | Wohltäterin, christliche Mystikerin und römisch-katholische Selige, die in der Provinz Lüttich wirkte. |      |
| Jutta von Sponheim       | Jutta                       | 1092           | Grafschaft Sponheim                                | Reklusin und Vorsteherin (magistra) einer benediktinischen Frauenklause auf dem Disibodenberg. |      |
| Katharina von Siena      | Catherine of Siena          | 1347           | Siena                                              | Philosophin und Theologin. Sie arbeitete auch daran, das Papsttum von Gregor XI. von seiner Vertreibung in Frankreich nach Rom zurückzubringen und Frieden zwischen den italienischen Stadtstaaten herzustellen. Seit dem 18. Juni 1939 ist sie zusammen mit Franz von Assisi eine der beiden Schutzheiligen Italiens. Am 3. Oktober 1970 wurde sie von Papst Paul VI. zum Kirchenlehrer ernannt. |      |
| Klara von Assisi         | Clare of Assisi             | 1193 oder 1194 | Assisi                                             | Gründerin des kontemplativen Ordens der Klarissen. |      |
| Kunigunde von Luxemburg  | Cunegund                    | um 980         | Heiliges Römisches Reich, Luxemburg                | Gemahlin Kaiser Heinrichs II. Sie führte nach dessen Tod für kurze Zeit auch die Regierungsgeschäfte des ostfränkisch-deutschen Reichs. Sie gehört wie ihr Mann zu den Heiligen der katholischen Kirche und wird vor allem in Bamberg verehrt. |      |
| Las Huelgas              | Las Huelgas                 | N/A            | Spanien                                            | Zisterzienserinnen, die in der Zisterzienserinnenabtei 1,5 Kilometer westlich der Stadt Burgos an der Avenida del Monasterio de las Huelgas leben. |      |
| Loretta de Briouze       | Loretta                     | um 1185        | England                                            | Countess of Leicester, Adlige und Einsiedlerin. |      |
| Magistra Hersend         | Hersend                     | 13. Jh.        | Königreich Frankreich                              | Chirurgin, die 1249 mit König Ludwig IX. von Frankreich auf den siebten Kreuzzug ging. |      |
| Margareta von Ungarn     | Margaret                    | 1242           | Königreich Ungarn                                  | Sie trat in den Orden der Dominikanerinnen ein, wo sie ein heiligmäßiges Leben führte. 1943 wurde sie heiliggesprochen. |      |
| Margarete von Burgund    | Marguerite of Bourgogne     | 1250           | Grafschaft Tonnerre                                | Gräfin von Tonnerre, Königin von Sizilien, Tochter des Odo von Burgund und der Mathilde II. von Bourbon, Gräfin von Nevers, Auxerre und Tonnerre. |      |
| Mechthild von Hackeborn  | Mechthild of Hackeborn      | 1241           | Lutherstadt Eisleben                               | Zisterzienserin und christliche Mystikerin. |      |
| Mechthild von Magdeburg  | Mechthild of Magdeburg      | um 1207        | Lutherstadt Eisleben                               | Christliche Mystikerin |      |
| Phillipe Auguste         | Phillipe Auguste            | unbekannt      | unbekannt                                          | Im Begleitband zur Ausstellung in der Kunsthalle Frankfurt vom 1. Mai bis 28. Juni 1987 wird erwähnt, dass Phillipe (sic!) Auguste (1164–1225) eine bekannte Schwester im Augustinerorden in Frankreich gewesen sei. Die Lebensdaten passen jedoch auch zum französischen König Philipp II., dessen Name und Beiname Philippe Auguste war.                                                        |      |
| Rosalia                  | Rosalia of Palermo          | um 1130        | Königreich Sizilien, Palermo                       | Jungfrau und Eremitin auf dem Monte Pellegrino. Sie wird in der römisch-katholischen Kirche als Heilige verehrt. |      |
| Teresa von Ávila         | Theresa of Avila            | 1515           | Königreich Kastilien                               | Karmelitin sowie Mystikerin. Schutzpatronin der Schachspieler, Patronin der hispanischen Schriftsteller, Kirchenlehrerin, Ernennungen zur Mitpatronin Spaniens, Ehrendoktor der Universität Salamanca, Ehrendoktor ihrer Heimatuniversität, der Katholischen Universität Ávila. |      |

Einzelnachweise
1. ↑  Brooklyn Museum: Hildegarde of Bingen. In: brooklynmuseum.org. Abgerufen am 23. Oktober 2019.
2. ↑  John O’Donovan: Annals of the kingdom of Ireland. Hodges, Smith, and co., Dublin 1856, S. 31.
3. ↑  Judy Chicago, The Dinner Party, Schirn Kunsthalle Frankfurt, Ausstellung vom 1. Mai bis 28. Juni 1987, altanäum Verlag, Frankfurt, 1987, S. 123.